# Stopwegproef
De stopwegproef bij een schip wordt gebruikt om te bepalen wat de stopweg en stoptijd is bij volle vaart vooruit. Dit wordt gedaan doordat de Internationale Maritieme Organisatie (IMO) bepaalde regels oplegt omtrent de manoeuvreerbaarheid van een schip. Ook is het een essentieel gegeven dat de bemanning nodig heeft om te kunnen navigeren in alle omstandigheden.

## Procedure
Tijdens het uitvoeren van deze proef zet men de motor van een schip, dat volle kracht vooruit vaart, op volle kracht achteruit en het roer midscheeps. Dan meet men de tijd (stoptijd) en de afstand (stopweg) die het schip nodig heeft om volledig te stoppen vanaf het het tijdstip van de eerste telegraafmanoeuvre. Tijdens deze manoeuvre gaat het schip echter geen constante baan volgen. Bijvoorbeeld, als een schip een rechtse schroef heeft, gaat die als die achteruit slaat, uitwijken naar rechts. Dit zorgt ervoor dat het schip ook een laterale deviatie gaat hebben. 

## Stopweg
De grootte van de stopweg is evenredig met de massa en de snelheid in het kwadraat en omgekeerd evenredig met het schroefachteruitvermogen.
Vooral VLCCs en bulkcarriers hebben een relatief gering achteruitvermogen in verhouding tot hun
deplacement. Stopwegen worden veelal grafisch bepaald, dit wil zeggen dat de stopweg dus zeer afhankelijk is van de diepte onder het schip.
Het weten van de stopweg is vooral belangrijk in druk bevaren wateren en in mistnavigatie. Hoe trager het schip vaart, hoe korter ook de stopafstand zal zijn. Deze testen worden ook gedaan op volle zee, want indien men dit in ondiepe waters doet, zal de stop afstand beïnvloed worden en groter zijn dan normaal.

## IMO
De IMO heeft bepaalde regels omtrent de stopweg van een schip. Een schip mag geen stopafstand hebben van meer dan 15 keer haar eigen schipslengte. Als het schip, omwille van haar grote deplacement niet kan bekomen, kan er een uitzondering bekomen worden, zodat het tot maximaal 20 keer haar schipslengte mag zijn.